# 넷플릭스 프라이즈
넷플릭스 프라이즈(Netflix Prize)는 사용자 또는 영화에 대한 다른 정보 없이, 즉 콘테스트에 할당된 번호 외에는 사용자를 식별하지 않고 이전 등급을 기반으로 영화에 대한 사용자 등급을 예측하는 최고의 협업 필터링 알고리즘을 위한 공개된 경쟁이었다.
이번 대회는 동영상 스트리밍 서비스인 넷플릭스가 주최했으며, 넷플릭스와 관련이 없는 사람(현직 및 전직 직원, 대리인, 넷플릭스 직원의 가까운 친척 등)이나 특정 차단 국가 거주자(예: 쿠바 또는 북한)가 아닌 누구에게나 개방되어 있다. 2009년 9월 21일, 넷플릭스의 자체 시청률 예측 알고리즘을 10.06% 앞선 BellKor의 Pragmatic Chaos 팀에게 대상 미화 100만 달러가 수여되었다.

## 같이 보기
- 크라우드소싱
- 오픈 이노베이션
- 캐글